# 阿伊河 (萨哈林州)
阿伊河（羅馬化：Reka Ay），日治时期称相川（日语：／ Ai-kawa），是萨哈林州的河流，源起多林斯基山脉，长33公里，流域面积140平方公里，在苏维埃村注入鄂霍次克海。名称可能来源于阿伊努语的“支流”。